# دوريس بي باك
دوريس بي باك (بالإنجليزية: Doris P. Buck)‏ (3 يناير 1898، نيويورك في الولايات المتحدة - 4 ديسمبر 1980)؛ شاعرة، كاتِبة وروائية أمريكية.